# Sonda Hall
La sonda Hall è un dispositivo che permette la misurazione dell'intensità del campo magnetico B sfruttando l'effetto Hall.

## Descrizione qualitativa
In un circuito elettrico di sezione S e percorso da corrente i, sottoposto a un campo magnetico B ortogonale al verso di percorrenza della corrente, si verifica l'effetto Hall, che consiste nella formazione di una differenza di potenziale elettrico fra i capi della sezione del circuito. Collegando questi capi ad un voltmetro è possibile risalire all'intensità del campo magnetico essendo questo in relazione con la differenza di potenziale misurata.
Se il campo magnetico B è generato da magneti permanenti, variando la distanza di tali poli si varierà l'uscita in tensione mettendo quindi in relazione lo spostamento con l'uscita in tensione.